# The Bat!
The Bat! je e-mailový klient pro operační systém Windows, který je vyvíjen společností RITLABS S.R.L. z Moldavska.

## Funkce
Zásadní funkcionalitou je systém šablon zpráv využívající interních maker pro maximální možnosti formátování prostého nebo HTML textu. Šablony jsou používané v celém programu, ale hlavní funkcí je možnost formátování nových zpráv, odpovědí a předávaných zpráv. Nacházejí se ale také u ukládání zpráv, tisku, automaticky generovaných zpráv pomocí filtrů atd.
Program nabízí uživateli 3 typy editorů zpráv, hlavní editor pro editaci textových zpráv MicroEd podporuje Unicode a má mnoho možností přizpůsobení. Druhým editorem je editor využívající komponentu společnou např. s Wordpadem a třetí je HTML editor umožňující formátování textu, vkládání obrázků, tabulek atd.
Program podporuje více systémů pro kontrolu pravopisu a navíc je umožňuje používat všechny naráz a zároveň s více aktivními jazyky. Pro české uživatele jsou dostupné slovníky s diakritikou (864 tis. slov) i bez diakritiky (816 tis. slov).
Jako jeden z alternativních e-mailových klientů interně podporuje dekódování příloh v proprietárním kódování MS-TNEF používaném aplikacemi Microsoft Outlook a Microsoft Exchange. Navíc podporuje protokol MAPI pro přijímání zpráv ze serveru Microsoft Exchange v nativním protokolu.
Program obsahuje interní a externí podporu pro digitální podpisy S/MIME, externí využívá CryptoAPI v systému Windows. Zároveň podporuje interní a externí podporu PGP a zároveň GnuPG, má integrované API rozhraní pro rozšiřující pluginy pro antispamové a antivirové programy a dále pro pluginy přidávající makra, aktuálně se jedná o více než 300 dalších maker z nejrůznějších oblastí zahrnující možnosti používání programovacích jazyků, např. PHP nebo VBScript. Dále nabízí i možnost použití regulárních výrazů u šablon, filtrování a vyhledávání.

## Historie programu
První generace programu vyšla ve stabilní verzi 1.00 Build 1310 v březnu 1998, ale na veřejnost se dostala již betaverze programu The Bat! 1.0 Beta o rok dříve v březnu 1997. Již v těchto verzích program podporoval vytváření složek, měl implementovaný filtrovací systém, HTML prohlížeč nezávislý na Internet Exploreru a podporoval mnoho znakových sad. Již v této verzi byl dostupný speciální proužek Mail Ticker(tm). Ve verzi 1.32 byl představen vlastní HTML prohlížeč nazvaný Robin, ve verzi 1.60 pak přibyla podpora Microsoft CryptoAPI, přidána podpora TLS, integrováno API rozhraní pro antiviry a možnost vytvářet společné složky. 
Druhá generace programu verze The Bat! 2.0 byla vydána v září 2003 a mezi novinkami je podpora protokolu IMAP4, základní HTML editor, API rozhraní pro antispamové a antivirové rozšiřující pluginy, plánovač a možnost importovat zprávy z klientů Microsoft Outlook a Outlook Express. S verzí 2.11 získal program The Bat! virtuální složky a zdokonalený HTML editor. 
Třetí generace programu The Bat! verze 3.0 vydaná v září 2004 přinesla mnoho možností konfigurace vzhledu, zcela nový filtrovací systém, biometrické ověřování, podporu MAPI protokolu pro připojování k Microsoft Exchange. Ve verzi 3.50 byl přidán komplexní konfigurátor vzhledu, témata vzhledu a šifrování dat na disku. V prosinci 2006 byla vydána verze 3.95 s podporou IPv6 a Windows Vista. 
Čtvrtá generace programu The Bat! verze 4.0 vyšla v únoru 2008 a obsahuje nový textový editor Microed podporující Unicode, podporuje znakovou sadu UTF8 pro kontrolu pravopisu což umožňuje používání českých slovníků, obsahuje funkci Historie adres, integruje nový prohlížeč zpráv podporující Profily písem, obsahuje Manažer stahování stahující obrázky do HTML zpráv, interně podporuje dekódování příloh v proprietárním kódování MS-TNEF, má vylepšený interní prohlížeč obrázků. 
V prosinci 2008 byla vydána verze 4.1 s mnoha zásadními změnami, mezi které patří HTML šablony, podpora připojování přes Proxy s podporou protokolů SOCKS4 a SOCKS5, nový formát indexových souborů odstraňující omezení 2 GB pro data jednotlivé složky zpráv na disku, vylepšený dialog Vkládacích šablon, vylepšena podpora S/MIME a TLS, nová makra a další. 
V červnu 2009 byla vydána verze 4.2 s funkcí zpožděného odesílání, program nabízí předdefinované termíny, ale umožňuje také vytvářet vlastní a ty poté používat v editoru zpráv. V listopadu 2009 byla vydána verze 4.2.12 s novým režimem Jednoduché prostředí ve vyhledávači zpráv, který se inspiruje vyhledáváním ve webových vyhledávačích. Nově je vlastní spustitelný exe soubor distribuován v nekomprimované podobě, používaná komprimace způsobovala u některých antivirových programů občasný falešný poplach. Program získal potvrzení kompatibility Compatible with Windows 7. V lednu 2010 byla vydána Vánoční Edice 4.2.18, tato verze vylepšuje konfiguraci filtrů, zlepšuje podporu HTML enginu u specifických typů zpráv a vylepšuje editaci HTML zpráv. Dále opravuje ukládání vkládacích šablon s obrázky a jejich vkládání do HTML zpráv, nová verze obsahuje mnoho menších vylepšení a oprav. V dubnu 2010 byla vydána verze 4.2.33, která přináší několik vylepšení a oprav. Zrychleno bylo přijímání zpráv z POP3 serveru, vyřešily se problémy s dialogem při načítání rozšiřujícího pluginu, s aktualizací hesla pokud server ukončil spojení, se spouštěním externích programů z plánovače atd. 

## Pozice na trhu
Mezi dlouholeté konkurenty mezi e-mailovými klienty patří Eudora (vývoj zastaven a přesunut do projektu Penelope), Pegasus Mail, Mozilla Thunderbird, Becky!, Pocomail a e-mailové aplikace integrované ve webových prohlížečích.

## Varianty a edice programu
Hlavní edice programu jsou Professional, Home a Voyager. Edice Professional má maximum funkcí a je určena soukromým osobám, firmám a neziskovým organizacím, je na ni poskytována multilicence. Edice Home je určena soukromým osobám a nepodporuje online šifrování dat na disku, biometrické ověřování a hardwarové ověřování pomocí USB tokenů. Edice Voyager vychází z edice Professional a je určena na USB Flash disky, protože neukládá nastavení do registrů. Edice Voyager je poskytována zdarma k licenci Professional.